# Creatieve vakantie
Een creatieve vakantie is een vakantie met een belangrijk aandeel van creatieve activiteiten, veelal onder professionele begeleiding. De creatieve activiteiten zijn vooral artistiek van inhoud: beeldende kunsten, muziek en dans. 
Het aanbieden van creatieve vakanties aan amateurs blijkt in een behoefte van met name vrouwen, ouderen en alleenstaanden te voorzien. Gangbare locaties binnen Europa zijn landelijke onderkomens, zoals kastelen, landhuizen, boerderijen. De deelnemers aan een creatieve vakantie delen met elkaar hun interesse voor de artistieke discipline(s) en vaak ook voor de landelijke omgeving. Hierdoor ontstaat een groepssfeer waarin de deelnemers enerzijds elkaar stimuleren in hun creatieve bezigheden, anderzijds elkaar gezelschap bieden tijdens de vakantieperiode.
Voor kunstenaars biedt het aanbieden of begeleiden van een creatieve vakantie een bron van inkomsten. Deze kunstenaars hebben affiniteit met het overbrengen van hun artistieke discipline aan amateurs. Er bestaat geen keurmerk of overkoepelende instantie voor creatieve vakanties. 